# Султанија Сафије (ћерка Мурата IV)
Султанија Сафије је била ћерка Мурата IV.

## Живот
Сафије султанија је рођена 1634. године у палати Топкапи. Отац јој је био султан Мурад , а мајка Хасеки Ајше султанија. Отац јој је умро када је имала само 6 година. Сафије се удала за Сари Хасан-пашу (умро 2. марта 1688), сина везира Сијавуш-паше, и из овог брака рођено је двоје деце. Највероватније се удала 1659. године.
Из брака је имала двоје деце:
- Мехмед Резми-бег (1660—1719)
- султанија Рукије (1679—1697)

Султанија Сафије је умрла на порођају, као и њена сестра Исмихан Каја, 1685. године, и њено тело је сахрањено поред оца у гробници Султана Ахмеда.
Остало је сачувано огорчено писмо великом везиру, које је написала султанија Сафије, жалећи се на прогон њеног кетуде:
Хиљаде поздрава цењеном и пречасном паши Хазретлерију. Из поштовања према падишаху и нашој вековној традицији, ваши претходници-везири су били прилично задовољни кетудом и његовом јавном службом, али сте тражили ферман за његову оставку и изгнанство. Ово је неприхватљиво, Алах то неће дозволити, због тешкоћа нисам прихватила никакав приступ и нисам водила рачуне три године. Имајте сажаљења и из поштовања према падишаху, захвалите кетуди.